# Pseudolabrus luculentus
Pseudolabrus luculentus és una espècie de peix de la família dels làbrids i de l'ordre dels perciformes.

## Morfologia
Els mascles poden assolir els 17 cm de longitud total.

## Distribució geogràfica
Es troba a Austràlia i a Nova Zelanda.